# حريب الحبسي
حريب الحبسي هو لاعب كرة قدم عماني في مركز حراسة المرمى، ولد في 4 ديسمبر 1986 في ولاية المضيبي في سلطنة عمان. شارك مع منتخب عمان لكرة القدم. أما مع النوادي، فقد لعب مع نادي صحم ونادي صور ونادي فنجاء ونادي مسقط.

## وصلات خارجية
- حريب الحبسي على موقع قاعدة بيانات كرة القدم.إي يو (الإنجليزية)
- حريب الحبسي على موقع ناشيونال فوتبول تيمز (الإنجليزية)
- حريب الحبسي على موقع Soccerway.com (الإنجليزية)
- حريب الحبسي على موقع كووورة